# L’épreuve villageoise
L’épreuve villageoise (deutscher Titel: Der kurirte Eifersüchtige) ist eine Opéra-comique (Originalbezeichnung: „Opéra bouffon“) in zwei Akten des französischen Komponisten André-Ernest-Modeste Grétry. Das Libretto stammt von Pierre-Jean-Baptiste Choudard Desforges. Die Uraufführung fand am 24. Juni 1784 in der Comédie-Italienne in Paris statt. Das Werk ist Madame Papillon de La Ferté gewidmet.

## Handlung
Denise ist von der Eifersucht ihres Verlobten André genervt und will ihm eine Lektion erteilen. Sie gibt vor, in La France verliebt zu sein, und ihre Mutter Madame Hubert lässt André glauben, dass ihre Tochter La France heiraten wolle. Nun gibt André seinerseits vor, ebenfalls eine neue Freundin zu haben. Denise stellt nun fest, dass auch sie eifersüchtig ist. Beide sprechen sich schließlich aus und versöhnen sich. Nur La France, der sich Hoffnungen auf eine gemeinsame Zukunft mit Denise gemacht hatte, geht leer aus.

## Weitere Anmerkungen
Bei dem Libretto von Pierre Desforges handelt es sich um eine zweiaktige Neufassung des ursprünglich dreiaktigen Stücks Théodore et Paulin derselben Autoren, das am 5. März 1784 im Schloss von Versaille vor der Königin gespielt wurde. Bei der Uraufführung am 24. Juni 1784 sangen Marie-Madeleine Rombocoli-Riggieri („Adeline Colombe“) die Rolle der Denise und Marie Crétu-Simonet die Madame Hubert. Die Oper gehört zu den erfolgreichsten Bühnenwerken des Komponisten. Im 19. Jahrhundert wurde sie mehrfach bearbeitet. Eine dieser Bearbeitungen stammt von Daniel-François-Esprit Auber. Das Werk kam im Verlauf des 19. Jahrhunderts immer wieder, wenn auch nicht als Repertoirestück, in verschiedenen Versionen auf die Spielpläne der Opernhäuser. Im Verlauf des 20. Jahrhunderts nahm die Häufigkeit der Aufführungen stark ab. Schließlich wurde die Oper, wenn überhaupt, nur noch selten gespielt.

## Neuinszenierung und CD-Einspielung
Im Jahr 2015 kam es durch die Opera Lafayette zu Aufführungen der Oper in New York City und Washington, D.C. Bei dieser Gelegenheit wurde auch eine CD eingespielt, die im Jahr 2016 von Label Naxos in den Handel gebracht wurde. Es sangen und musizierten: Sophie Junker, Talise Trevigne, Thomas Dolie, Francisco Fernandez-Rueda, das Orchester der Opera Lafayette unter der Leitung von Ryan Brown.

## Digitalisate
- L’épreuve villageoise: Noten und Audiodateien im International Music Score Library Project
- Libretto (französisch), Paris 1788. Digitalisat bei Google Books
- Der kurirte Eifersüchtige. Libretto (deutsch), Leipzig (n. d.). Digitalisat der Library of Congress (Übersetzung: Hans Michel Schletterer)